# Jean de La Chapelle
Jean de La Chapelle (* 24. Oktober 1651 in Bourges; † 29. Mai 1723 in Paris) war ein französischer Diplomat, politischer Schriftsteller, Bühnenautor, Romancier und Mitglied der Académie française. Er ist nicht zu verwechseln mit Claude-Emmanuel Lhuillier, genannt Chapelle, noch mit dem Chronisten Jean de La Chapelle/Ioannis de Capella (15. Jahrhundert).

## Leben und Werk
Jean de La Chapelle war der Sohn eines Dekans der Juristischen Fakultät in Bourges. Er wuchs als hochgebildeter Gräzist und Latinist auf, ging in das Finanzwesen und war Steuereinnehmer von La Rochelle. Etwa ab 1680 war er Mitarbeiter (Sekretär) der Fürsten von Conti, Louis Armand I. de Bourbon, prince de Conti (1661–1685) und seines Bruders François Louis de Bourbon, prince de Conti (1664–1709, der Große Conti), später noch dessen Sohns Louis Armand II. de Bourbon, prince de Conti (1695–1727). Über die jungen Contis geriet er auch in den Umkreis des theaterbegeisterten Louis II. de Bourbon, prince de Condé (1621–1686, der Große Condé) und schrieb erfolgreiche Tragödien, in denen der berühmte Schauspieler Michel Baron Hauptrollen spielte. Nachdem er mit den Brüdern Conti in Ungarn am Kampf gegen die Türken teilgenommen hatte, wurde er mit ihrer Unterstützung 1688 in die Académie française (Sitz Nr. 31) gewählt.
Seine Freundschaft mit Roger Brûlart de Sillery, Marquis von Puyzieulx (1640–1719), der 1697–1708 Botschafter in der Schweiz war, regte ihn an, von Paris aus 48 fiktive Briefe zu veröffentlichen, in denen er die politische Lage Europas gleichsam aus der Schweizer Perspektive beleuchtete, und dies umso mehr, als der Große Conti 1707 Anspruch auf Neuenburg erhob. 1706–1707 war La Chapelle als Vize-Botschafter in Solothurn anstelle des erkrankten Puyzieulx, die Einsetzung als Botschafter wurde jedoch durch eine Intrige vereitelt. La Chapelle starb 1723 im Alter von 71 Jahren.

## Werke

### Bühnenwerke
- Les Carosses d’Orléans. Comédie. Paris 1681, 1788, 1810, 1826.
- Zaïde. Tragédie. Paris 1681.
  - (niederländisch) Amsterdam 1718.
- Cléopâtre. Tragédie. Paris 1682, 1683, 1699.
  - (niederländisch) Amsterdam 1685, 1739.
- Téléphonte. Tragédie. Paris 1683.
  - (niederländisch) Amsterdam 1707.
- Les oeuvres de monsieur de La Chapelle. Zaïde, Cléopâtre, Téléphonte. Paris 1683.
- Oeuvres du sieur de La Chapelle. 2 Bde. Paris 1700.
- L’Amour et l’hymen. Divertissement donné à l’hôtel de Conty, aprés le mariage de Leurs Altesses serenissimes (mariage de Marie-Thérèse de Bourbon, fille d’Henri-Jules de Bourbon, prince de Condé, avec Franc̜ois-Louis de Bourbon, prince de Conti, le 29 Juin 1688). 1688.
- Isac. Tragédie, mise en musique. Paris 1717.

### Romane
- Les Amours de Catulle. Paris 1680–1681, 1713, 1716, 1725, 1742. („Historische Vermutungen“, Prosa, mit Gedichten durchsetzt)
- Marie d’Anjou, reine de Mayorque. Paris 1682, London 1747.
- Les Amours de Tibulle. Paris 1712–1713, 1716, 1719, 1732, 1742.

### Politische Analysen
- Lettres d’un Suisse à un François où l’on voit les véritables interests des Princes et des Nations de l’Europe qui sont en guerre. 8 Bde. Basel 1702–1709. (48 Briefe)
  - (deutsch) Schreiben eines Schweitzers, der sich in Franckreich auffhaltet, an einen Frantzosen, welcher in der Schweitz sich gesetzt hat. 1704.
  - (italienisch) Diciottesima lettera scritta da uno Svizzero a un Franzese. Basel und Neapel 1704.
- Lettres, mémoires, et actes, concernant la guerre présente. Basel 1703.
- (anonym) Derniers conseils ou Testament politique d’un ministre de l’empereur Léopold I. Roterdam (= Lyon) 1706.
- Description de la pompe funebre faite dans l’église de Saint-André des Arcs, à la mémoire de... François-Louis de Bourbon, prince de Conty, avec des mémoires historiques sur toute la vie de ce prince. Paris 1709.
- Réflexions politiques et historiques sur l’affaire des princes. Den Haag 1717.